# Organizace OSN pro průmyslový rozvoj
Organizace OSN pro průmyslový rozvoj (anglicky United Nations Industrial Development Organization, zkratka UNIDO) je jednou z odborných organizací OSN. UNIDO byla založena 17. listopadu 1966 rezolucí 2152 (XXI) Valného shromáždění OSN, jako její autonomní orgán. Sídlem UNIDO je Vídeň,
Jejím základním cílem je zlepšení průmyslového rozvoje v rozvojových i ekonomicky vyspělých zemích. UNIDO podporuje udržitelný průmyslový rozvoj, spolupracuje s vládami, obchodními asociacemi i soukromým sektorem. Na poskytování služeb UNIDO se podílejí inženýři, ekonomové, technologové a specialisté na životní prostředí.
UNIDO měla k 1. dubnu 2019 170 členů, kteří se scházejí jednou za dva roky na generální konferenci, která schvaluje rozpočet a pracovní program organizace. Průmyslová rada pro rozvoj, složená ze zástupců 53 států, vydává doporučení v oblasti plánování a zavádění programu a rozpočtu.
Generálním ředitelem UNIDO je od 10. prosince 2021 Gerd Müller. 